# Brian Lumley

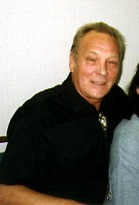
Brian Lumley (2011)

Brian Lumley (2. prosince 1937, v Hordenu, v Durhamu, Spojené království – 2. ledna 2024) byl britský spisovatel fantasy hororu.

## Život
V brzkých letech jej nejdříve očaroval svět sci-fi, díky dílům jako Pilot of the Future (Dan Dare) v britském komiksu Eagle. Později jej však nadobro očaroval a i nadále drží svět fantasy převážně díky klasickým literárním dílům jako Drákula nebo jeho literárním otci H. P. Lovecraftovi a jeho dílům.
Ve svých 21 letech vstoupil do britské Královské vojenské policie v Německu, kde se poohlížel po každé literární práci, aby krátce poté se stal profesionálním spisovatelem.

## Díla
Mezi jeho nejznámější díla pro českého čtenáře bude patřit cyklus Nekroskop, který postupně vychází v českých překladech od nakladatelství Polaris a sbírka povídek Nekros.

### Romány
Pentalogie Nekroskop
- Nekroskop (Necroscope)
- Nekroskop II: Vampýři! (Necroscope II: Vamphyri!)
- Nekroskop III: Zdroj (Necroscope III: The Source)
- Nekroskop IV: Řeč mrtvých (Necroscope IV: Deadspeak)
- Nekroskop V: Sémě mrtvých (Necroscope V: Deadspawn)

Trilogie Vampíří svět
- Nekroskop VI: Pokrevní bratři (Vampire World I: Blood Brothers)
- Nekroskop VII: Poslední hrad (Vampire World II: The Last Aerie) - vyšlo 7. prosince 2004
- Nekroskop VIII: Války o krev (Vampire World III: Bloodwars) - vyšlo 29. listopadu 2005

Duologie Ztracené roky
- Nekroskop IX: Ztracené roky (Necroscope: The Lost Years Volume I) - vyšlo 11. prosince 2006
- Nekroskop X: Znovuzrození (Necroscope: Resurgence The Lost Years Volume II) - vyšlo 31. července 2008

Trilogie E-Branch
- Nekroskop XI: Vetřelci (E-Branch I: Invaders) - vyšlo 31. 7. 2008
- Nekroskop XII: Prznitelé (E-Branch II: Defilers) - vyšlo 12. května 2009
- Nekroskop XIII: Mstitelé (E-Branch III: Avengers) - vyšlo 7. dubna 2010

Další knihy
- Nekroskop XIV: Dotek (Necroscope: The Touch)
- Nekroskop XV: Šiřitel moru (Necroscope: The Plague-Bearer)
- Nekroskop: Möbiovské vraždy (Necroscope: The Möbius Murders)

### Ostatní romány
- Beneath the Moors
- Khai of Ancient Khem
- Demogorgon

### Kolekce
- Nekros
- The Caller of the Black
- The Horror at Oakdeene
- Fruiting Bodies and Other Fungi
- Return of the Deep Ones
- Dagon's Bell and Other Discords
- The Second Wish and Other Exhalations
- Ghoul Warning and Other Omens (poetry) (out of print)
- Ghoul Warning and Other Omens... and Other Omens (poetry) (Ganley Edition)
- The Compleat Crow
- The Last Rite
- In his Own Write: Brian Lumley: Necroscribe
- Ghor, Kin-Slayer: The Saga of Genseric's Fifth-Born Son (collaboration)
- The Greatest Horror Stories of the 20th Century